# Medalha Leibniz
A Medalha Leibniz (em alemão:  Leibniz-Medaille) foi instituída em janeiro de 1906 pela Academia de Ciências da Prússia "em honraria a conquistas especiais na promoção das tarefas da academia". Sua concessão ocorre anualmente desde 1907 no dia de Leibniz (1 de julho), aniversário do fundador da academia Gottfried Wilhelm Leibniz, em duas classes, ouro e prata.

## Medalha Leibniz de Ouro 1907–1944
- 1907: James Simon (Berlim)
- 1909: Ernest Solvay (Bruxelas), Henry Theodore von Böttinger (Elberfeld)
- 1910: Joseph Florimond Loubat (Paris)
- 1911: Hans Meyer (Leipzig)
- 1912: Elise Koenigs (Berlim)
- 1913: Georg August Schweinfurth (Berlim)
- 1916: Otto von Schjerning (Berlim)
- 1917: Leopold Koppel (Berlim)
- 1918: Rudolf Havenstein (Berlim)
- 1919: Heinrich Schnee (Berlim), Carl Dorno (Davos)
- 1923: Karl Siegismund (Berlim)
- 1924: Franz von Mendelssohn (Berlim)
- 1927: Fritz Spieß (Berlim/Hamburg)
- 1928: Bruno Güterbock (Berlim)
- 1929: Hans Bredow (Berlim)
- 1930: Hajime Hoshi (Tóquio)
- 1931: Gustav Oberlaender (Reading)
- 1932: Hugo Eckener (Friedrichshafen)
- 1934: Reinhard Dohrn (Neapel), Karl Kerkhof (Berlim)
- 1936: Heinrich Lotz (Berlim)
- 1937: Alfred von Wegerer (Berlim)
- 1938: August Pfeffer (Berlim), Hans Merensky (Joanesburgo)
- 1939: Gustavo Cordeiro Ramos (Lisboa)
- 1940: Albert Vögler (Dortmund-Hoerde)
- 1941: Heinrich Hunke (Berlim)
- 1942: Carl Krauch (Berlim)
- 1943: Ernst Vollert (Berlim)
- 1944: Leopold Klotz (Leipzig), Friedrich-Ernst Kilian (Berlim)

## Medalha Leibniz de Prata 1907–1944
- 1907: Carl Alexander von Martius (Berlim), Adolf Friedrich Lindemann (Sidmouth, England)
- 1910: Johannes Bolte (Berlim), Albert von Le Coq (Berlim), Johannes Ilberg (Leipzig), Max Wellmann (Potsdam), Robert Koldewey (Babylon/Berlim), Gerhard Hessenberg (Breslau/Tübingen), Karl Zeumer (Berlim)
- 1911: Werner Janensch (Berlim), Hans Osten (Leipzig), Georg Wenker (Marburg)
- 1912: Robert Davidsohn (München/Florenz), Norman de Garis Davies (Kairo), Edwin Hennig (Tübingen), Hugo Rabe (Hannover)
- 1913: Josef Emanuel Hibsch (Tetschen), Karl Richter (Berlim), Hans Witte (Neustrelitz), Georg Wolff (Frankfurt a. M.)
- 1914: Walter Andrae (Assur/Berlim), Erwin Schramm (Dresden/Bautzen), Richard Irvine Best (Dublin)
- 1915: Otto Baschin (Berlim), Albert Fleck (Berlim), Julius Hirschberg (Berlim), Hugo Magnus (Berlim)
- 1919: Ernst Debes (Leipzig), Carl Dorno (Davos), Johannes Kirchner (Berlim), Edmund von Lippmann (Halle a. S.), Friedrich Freiherr von Schrötter (Berlim), Otto Wolff (Berlim)
- 1922: Otto Pniower (Berlim), Karl Steinbrinck (Lippstadt), Ernst Vollert (Berlim)
- 1923: Max Blanckenhorn (Marburg/Lahn), Albert Härtung (Weimar), Richard Jecht (Görlitz)
- 1924: Hermann Ambronn (Jena), Lise Meitner (Berlim), Georg Wislicenus (Berlim)
- 1925: Karl Roehl (Mosau bei Züllichau/Königswinter a. Rh.), Werner Kolhörster (Berlim), Hans von Ramsay (Berlim)
- 1926: Walter Lenel (Heidelberg), Hugo Ibscher (Berlim), Hugo Seemann (Freiburg i. Br.)
- 1927: Gerhard Moldenhauer (Madrid), Cuno Hoffmeister (Sonneberg), Heinrich Klebahn (Hamburg)
- 1928: Arnold Berliner (Berlim), Albert Leitzmann (Jena)
- 1929: Richard Finsterwalder (München/Hannover), Paul Wentzcke (Düsseldorf/Frankfurt a. M.), Johann Baptist Hofmann (München), Günther Roeder (Hildesheim)
- 1930: Erich Bachmann (Radebeul), Oskar Heinroth (Berlim), Hans Vollmer (Schmalenbeck bei Hamburg)
- 1931: Karl Scheel (Berlim), Agnes Bluhm (Berlim), Siegfried Loeschcke (Trier)
- 1932: Wilhelm Feit (Berlim), Gottfried Wilhelm Hertz (München), Heinrich von Loesch (Oberstephansdorf)
- 1933: Hermann Degner (Schöneiche), Karl Wilhelm Verhoeff (Pasing), Otto Tschirch (Brandenburg/Havel), Walter Bourquin (Cedarville)
- 1934: Moritz von Rohr (Jena), Ernst Weidner (Berlim-Frohnau), Robert Holsten (Stettin)
- 1935: Georg Friederici (Ahrensburg/Holstein), Karl Künkel (Heidelberg-Handschuhsheim), Georg Wolfram (Frankfurt a. M.)
- 1936: Ludwig Kohl-Larsen (Allensbach/Schlachters bei Lindau)
- 1937: Georg von Békésy (Budapest), Bernhard Rensch (Münster i. W.), Hermann Thorade (Hamburg), Curt Jany (Berlim), Richard Wossidlo (Waren i. Mecklenburg)
- 1938: Jean Peters (Berlim-Dahlem), Horst Siewert (Joachimsthal)
- 1939: Johannes Tropfke (Berlim), Wolja Erichsen (Kopenhagen/Berlim), Konrad Kühne (Hamburg)
- 1940: Bernhard Schwertfeger (Hannover), Lutz Heck (Berlim), Heinrich Wachner (Kronstadt)
- 1941: Max Knoll, Ernst Ruska, Bodo von Borries, Ernst Brüche, Hans Boersch, Hans Mahl e Manfred von Ardenne (todos Berlim), Ernst Rackow (Brandenburg)
- 1942: Oskar Karstedt (Berlim), Rudolf Odebrecht (Berlim), Adolf Reissinger (München)
- 1943: Max Caspar (München), Arnold Feuereisen (Riga), Hans Schmauch (Marienburg)
- 1944: Rudolf Fischer (Berlim)

## Medalha Leibniz 1946–1990
A lista é incompleta.
- 1953: Heinrich Marzell
- 1954: Werner Forßmann, Walther Löbering
- 1957: Max Volk, Karl Hohmann
- 1958: Max Beyer, Rudolf Mell, Arthur Bierbach
- 1959: Otto Kippes, Hans Jonas, Richard Hoffmann
- 1960: Rudolph Strauß, Karl Riehm
- 1961: Kurt Wein
- 1963: Ernst Urbahn [Prata]
- 1965: Siegfried Sieber
- 1966: Paul Reinhard Beierlein
- 1967: Hermann Löscher
- 1968: Theodor Schütze
- 1970: Ernst August Lauter
- 1973: Annemarie Lange
- 1977: Conrad Grau [Prata]
- 1979: Vladimir Kovalyonok, Aleksandr Ivanchenkov
- 1980: Diedrich Wattenberg
- 1981: Karl-Joachim Rostock
- 1985: Heinz Meynhardt, Erhard Hirsch (Halle)
- 1987: Wolfgang M. Richter[1]
- 1988: Georg Piltz, Volkmar Hellfritzsch
- 1989: Fritz Bönisch [Prata]
- 1990: Hartmut Bock [Prata]

## Medalha Leibniz desde 1994
- 1998: Heinrich Pfeiffer (Bonn)
- 1999: Hartmut Rahn (Remagen)
- 2000: Berthold Beitz (Essen)
- 2001: Reimar Lüst (Hamburg)
- 2002: Jan Philipp Reemtsma (Hamburg)
- 2003: Wolf Lepenies (Berlim)
- 2004: Hasso Plattner (Walldorf)
- 2005: Heinrich Meier (Munique)
- 2006: Arend Oetker (Bielefeld)
- 2007: Hans Joachim Meyer (Bonn)
- 2008: Klaus Johann Jacobs (Bremen)
- 2009: Manfred Erhardt (Berlim)
- 2010: Klaus Tschira (Heidelberg)
- 2011: Ernst-Ludwig Winnacker (Straßburg) und Fotis Kafatos (Londres)
- 2012: Friede Springer (Berlim)
- 2013: Paul Raabe (Wolfenbüttel), Alois M. Schader (Darmstadt), Kuratorium des Fonds der Chemischen Industrie (Frankfurt a. M.)
- 2015: Hans Friedrich Zacher (póstuma)
- 2016: Andreas Barner (Ingelheim am Rhein)[2]
- 2017: Hans-Werner Hector, Josephine Hector
- 2018: Helga Nowotny, Walter Wübben
- 2019: Traudl Herrhausen
- 2020: Peter Frankenberg, Jürgen Zöllner
- 2021: Christian Drosten, Mai Thi Nguyen-Kim[3]